# Anthony Soren
Anthony Soren (sinh ngày 19 tháng 1 năm 1988) là một cầu thủ bóng đá người Ấn Độ thi đấu ở vị trí tiền đạo cho Mohammedan S.C. ở I-League.

## Sự nghiệp

### Mohammedan
Soren ra mắt cho Mohammedan ở I-League ngày 6 tháng 10 năm 2013 trước Salgaocar trên Sân vận động Duler; anh thi đấu đến phút 60 và bị thay bởi Jerry Zirsanga; chung cuộc Mohammedan thất bại 3–0.

### East Bengal
Anh bắt đầu thi đấu cho gã khổng lồ của Kolkata năm 2015.

## Thống kê sự nghiệp
Tính đến 27 tháng 4 năm 2014
| Câu lạc bộ | Mùa giải            | Giải vô địch        | Giải vô địch        | Giải vô địch | Cúp Liên đoàn | Cúp Liên đoàn | Cúp Durand | Cúp Durand | AFC       | AFC     | Tổng      | Tổng |   |
| Câu lạc bộ | Mùa giải            | Số trận             | Bàn thắng           | Số trận      | Bàn thắng     | Số trận       | Bàn thắng  | Số trận    | Bàn thắng | Số trận | Bàn thắng |      |   |
| ---------- | ------------------- | ------------------- | ------------------- | ------------ | ------------- | ------------- | ---------- | ---------- | --------- | ------- | --------- | ---- | - |
| Mohammedan | 2013-14             | 8                   | 0                   | 2            | 0             | 0             | 0          | -          | -         | 10      | 0         |      |   |
| Mohammedan | Tổng cộng sự nghiệp | Tổng cộng sự nghiệp | Tổng cộng sự nghiệp | 8            | 0             | 2             | 0          | 0          | 0         | 0       | 0         | 10   | 0 |